# Vouvant
Vouvant é uma comuna francesa na região administrativa do País do Loire, no departamento de Vendéia. Estende-se por uma área de 20,20 km². Em 2010 a comuna tinha 924 habitantes (densidade: 45,7 hab./km²).
Pertence à rede das As mais belas aldeias de França.